# 1914 în literatură
- 1913 în literatură — 1914 în literatură — 1915 în literatură

Anul 1914 în literatură a implicat o serie de noi cărți semnificative.

## Cărți noi
- L. Frank Baum - Tik-Tok of Oz
  - - Aunt Jane's Nieces Out West (ca "Edith Van Dyne")
- Rhoda Broughton - Concerning a Vow
- Edgar Rice Burroughs - Tarzan of the Apes
- G. K. Chesterton - The Flying Inn
- Theodore Dreiser - The Titan
- James Elroy Flecker - The King of Alsander
- Anatole France - The Revolt of the Angels
- Henry James - Notes of a Son and Brother
- James Joyce - Dubliners
- Wassily Kandinsky - Concerning the Spiritual in Art
- Stephen Leacock - Arcadian Adventures with the Idle Rich
- Sinclair Lewis - Our Mr. Wrenn
- Harold MacGrath - The Adventures of Kathlyn
- Frank Norris - Vandover and the Brute
- Baroness Orczy - The Laughing Cavalier
  - - Unto Cæsar
- Raymond Roussel - Locus Solus
- Saki - Beasts and Super-Beasts
- Carl Sandburg - Chicago
- Paul Scheerbart - The Gray Cloth
- Natsume Sōseki - Kokoro
- Robert Tressell - The Ragged Trousered Philanthropists
- Mary Augusta Ward - Delia Blanchflower
- H. G. Wells - The World Set Free
- Harry Leon Wilson - Ruggles of Red Gap

## Nașteri
- 6 noiembrie: Alexandru Mitru, prozator român, autor de literatură pentru copii și tineret (d. 1989)

## Premii
- Premiul Nobel pentru Literatură: